# Маријан Жужеј
Маријан Жужеј (Марибор, 8. фебруар 1934 — Загреб, 18. децембар 2011) био је југословенски ватерполиста.

## Спортска биографија
Рођен је 8. фебруара 1934. године у Марибору. Пливањем је почео да се бави у Осијеку у Пливачком клубу Младост, и то одмах по оснивању клуба 1949. године. Године 1951. постао је ватерполиста загребачке Младости и врло брзо својим играма показује да није погрешио када је пливање заменио ватерполом. Члан Младости је био пуних двадесет година. Већ почетком шездесетих година прошлог века Младост је друга на неслужбеном првенству Европе у Стразбуру, а затим је првак Европе 1968, 1969. и 1970. године. Жужеј је као део Младости освојио титулу првака Југославије 1962, 1967, 1969. и 1971. године, као и Зимско првенство Југославије 1960, 1961, 1962, 1964. и 1970. године. Након одласка из Младости, пре самог краја играчке каријере, Жужеј је једно време играо за загребачки Медвешчак.
Наступао је за сениорску репрезентацију Југославије. Играо је на Олимпијским играма 1956. године у Мелбурну, где је Југославија освојила сребрну медаљу. Две године касније, на Европском првенству у Будимпешти, поново је био део екипе која је освојила сребрну медаљу. Златна медаља је припала Мађарској која је у финалу победила Југославију резултатом 5:3. Наступио је и на Олимпијским играма 1960. године у Риму, када је заузето четврто место.
Преминуо је 18. децембра 2011. године у Загребу и сахрањен је на гробљу Мирогој.